# Dr. Goebbels

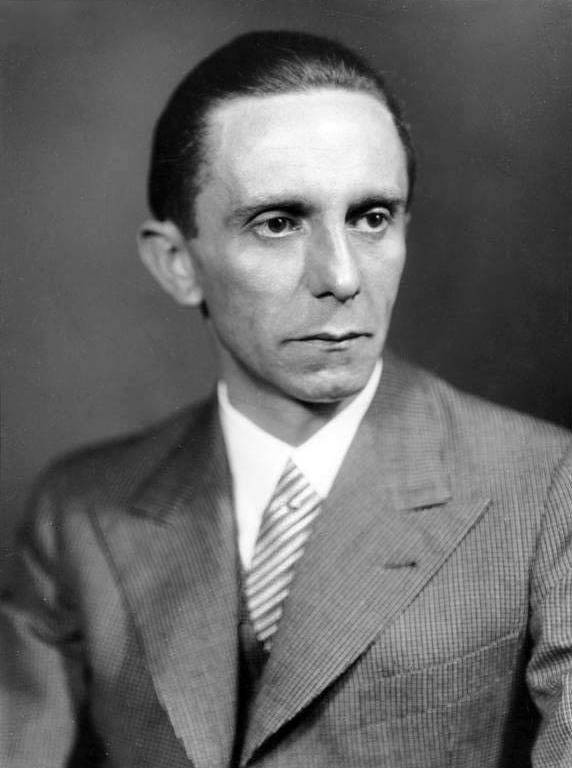
Joseph Goebbels, Aufnahme von Heinrich Hoffmann

Dr. Goebbels. Nach Aufzeichnungen aus seiner Umgebung ist ein 1949 erschienenes biografisches Werk zu Joseph Goebbels, Reichspropagandaminister unter Adolf Hitler. Herausgegeben wurde die Anthologie von Boris von Borresholm unter Mitarbeit von Karena Niehoff im Verlag des Journal mit der Genehmigung der französischen Militärregierung.

## Inhalt
Dr. Goebbels wurde vom Herausgeber in vier Teile gegliedert:
- Im ersten Teil, Umrisse betitelt, werden die Wurzeln der Goebbels'schen Propaganda und Weltanschauung dargelegt. Von Borresholm legte großen Wert darauf, die rhetorischen Anfänge Goebbels nachzuzeichnen. Ein weiteres Augenmerk liegt auf dem wichtigen Einfluss Goebbels auf die Propaganda der Nationalsozialisten sowie das öffentliche Bild der Person Adolf Hitler. Aus den Aufzeichnungen geht hervor, dass Goebbels einen bedeutenden Anteil an der Wandlung Hitlers vom „Trommler“ zum „Führer“ und der Kandidatur Hitlers zum Reichspräsidenten 1932 hatte. Des Weiteren wird die Propaganda der Bolschewisten als Vorbild Goebbels genannt.
- Der zweite Teil, Episoden, zeichnet Goebbels Werdegang nach. Dabei wendet sich das Werk dem Privatmann Goebbels gleichermaßen wie dem politischen Agitator Goebbels zu. So wird Goebbels Vermählung mit Magda Quandt ebenso wie dessen Probleme mit der SA zu Beginn seiner Gauleitung über Berlin behandelt.
- Der dritte Teil, Dokumente, wendet sich in chronologischer Reihenfolge unmittelbar den Reden, Briefen, Rundschreiben, Aphorismen und Gedichten des Propagandaministers zu.
- Im vierten Teil, Die Physiognomie, kommt Konrad Schneider zu Wort. Der abschließende Teil widmete sich der „satanischen“ Persönlichkeit Goebbels.